# Fréthun
Fréthun és un municipi francès situat al departament del Pas de Calais i a la regió dels Alts de França. L'any 2007 tenia 1.240 habitants.

## Demografia

### Població
El 2007 la població de fet de Fréthun era de 1.240 persones. Hi havia 461 famílies de les quals 107 eren unipersonals (43 homes vivint sols i 64 dones vivint soles), 98 parelles sense fills, 213 parelles amb fills i 43 famílies monoparentals amb fills.
La població ha evolucionat segons el següent gràfic:
Habitants censats

### Habitatges
El 2007 hi havia 492 habitatges, 466 eren l'habitatge principal de la família, 5 eren segones residències i 21 estaven desocupats. 438 eren cases i 47 eren apartaments. Dels 466 habitatges principals, 296 estaven ocupats pels seus propietaris, 156 estaven llogats i ocupats pels llogaters i 14 estaven cedits a títol gratuït; 27 tenien una cambra, 29 en tenien dues, 36 en tenien tres, 74 en tenien quatre i 301 en tenien cinc o més. 369 habitatges disposaven pel capbaix d'una plaça de pàrquing. A 143 habitatges hi havia un automòbil i a 241 n'hi havia dos o més.

### Piràmide de població
La piràmide de població per edats i sexe el 2009 era:
| Homes | Edats   | Dones |
| ----- | ------- | ----- |
| 0     | 95 o +  | 0     |
| 0     | 90 a 94 | 0     |
| 4     | 85 a 89 | 4     |
| 4     | 80 a 84 | 16    |
| 12    | 75 a 79 | 16    |
| 4     | 70 a 74 | 16    |
| 8     | 65 a 69 | 16    |
| 12    | 60 a 64 | 12    |
| 20    | 55 a 59 | 20    |
| 56    | 50 a 54 | 44    |
| 44    | 45 a 49 | 40    |
| 44    | 40 a 44 | 60    |
| 44    | 35 a 39 | 40    |
| 36    | 30 a 34 | 40    |
| 24    | 25 a 29 | 28    |
| 32    | 20 a 24 | 40    |
| 53    | 15 a 19 | 60    |
| 32    | 10 a 14 | 48    |
| 48    | 5 a 9   | 60    |
| 36    | 0 a 4   | 24    |

## Economia
El 2007 la població en edat de treballar era de 830 persones, 570 eren actives i 260 eren inactives. De les 570 persones actives 519 estaven ocupades (278 homes i 241 dones) i 51 estaven aturades (29 homes i 22 dones). De les 260 persones inactives 77 estaven jubilades, 83 estaven estudiant i 100 estaven classificades com a «altres inactius».

### Ingressos
El 2009 a Fréthun hi havia 431 unitats fiscals que integraven 1.187,5 persones, la mediana anual d'ingressos fiscals per persona era de 18.097 €.

### Activitats econòmiques
Dels 43 establiments que hi havia el 2007, 1 era d'una empresa extractiva, 1 d'una empresa alimentària, 4 d'empreses de fabricació d'altres productes industrials, 7 d'empreses de construcció, 9 d'empreses de comerç i reparació d'automòbils, 3 d'empreses de transport, 6 d'empreses d'hostatgeria i restauració, 2 d'empreses financeres, 1 d'una empresa immobiliària, 4 d'empreses de serveis i 5 d'entitats de l'administració pública.
Dels 13 establiments de servei als particulars que hi havia el 2009, 1 era una gendarmeria, 1 oficina de correu, 2 tallers de reparació d'automòbils i de material agrícola, 1 taller d'inspecció tècnica de vehicles, 1 establiment de lloguer de cotxes, 1 guixaire pintor, 2 fusteries, 2 lampisteries, 1 electricista i 1 restaurant.
L'únic establiment comercial que hi havia el 2009 era una fleca.
L'any 2000 a Fréthun hi havia 3 explotacions agrícoles.

## Equipaments sanitaris i escolars
El 2009 hi havia 1 escola maternal i 1 escola elemental.

## Poblacions més properes
El següent diagrama mostra les poblacions més properes.